# Elżbieta Wittelsbach (Bawaria-Monachium)
Elżbieta Wittelsbach (ur. 2 lutego 1443, zm. 5 maja 1484 w Lipsku) – księżniczka bawarska z dynastii Wittelsbachów, księżna elektorowa Saksonii.
Jedna z córek księcia Bawarii-Monachium Albrechta III Wittelsbacha i księżniczki brunszwickiej Anny z dyn. Welfów.
19 listopada 1460 roku została wydana za mąż (10 lat po zawarciu zaręczyn) za księcia saskiego Ernesta z dynastii Wettynów (założyciela linii ernestyńskiej), późniejszego elektora Saksonii, któremu urodziła siedmioro dzieci:
- Krystynę (1461–1521), późniejszą królową Danii, Norwegii i Szwecji jako żonę Jana z dyn. Oldenburgów,
- Fryderyka (1463–1525), późniejszego elektora Saksonii (następcę swojego ojca),
- Ernesta (1464–1513), późniejszego arcybiskupa Magdeburga,
- Albrechta (1467–1484), późniejszego arcybiskupa Moguncji,
- Jana (1468–1532), późniejszego elektora Saksonii (następcę swojego brata),
- Małgorzatę (1469–1528), późniejszą księżną lüneburską jako żonę Henryka II z dyn. Welfów,
- Wolfganga (1473?–1478?)[2].

W 1471 roku para królewska wprowadziła się do nowego zamku, zbudowanego na Górze Zamkowej w Miśni, który stał się miejscem zamieszkania dla rodziny elektorskiej. Elżbieta miała decydujący wpływ na staranną edukację swoich dzieci, a zwłaszcza ich kształcenie naukowe. Małżeństwo pary elektorskiej uchodziło za udane i szczęśliwe.
Księżna elektorowa, która jest nazywana matką linii ernestyńskiej Wettynów, zmarła w wieku 41 lat. Pod koniec swego życia była przykuta do łóżka, do którego przymocowano koła i podnośnik, aby móc się opiekować chorą.